# Serguéi Vavilov
Serguéi Ivánovich Vavílov (en ruso: Серге́й Ива́нович Вави́лов; Moscú, 24 de marzo de 1891-ibídem, 25 de enero de 1951) fue un físico soviético, presidente de la Academia de Ciencias de la Unión Soviética desde julio de 1945 hasta su muerte. Su hermano mayor, Nikolái Vavílov (1887-1943) fue un famoso genetista ruso.

## Biografía

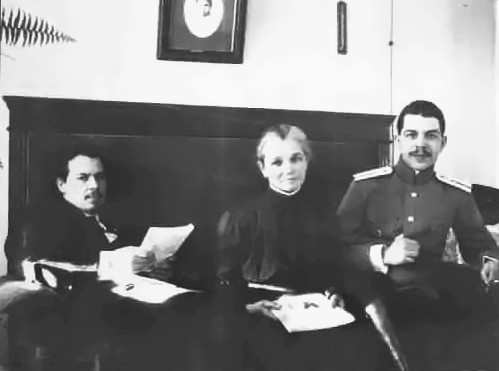
Nikolái Vavílov, su madre Aleksandra Mijáilovna, y su hermano Serguéi Vavílov (de izda. a dcha.), 1916

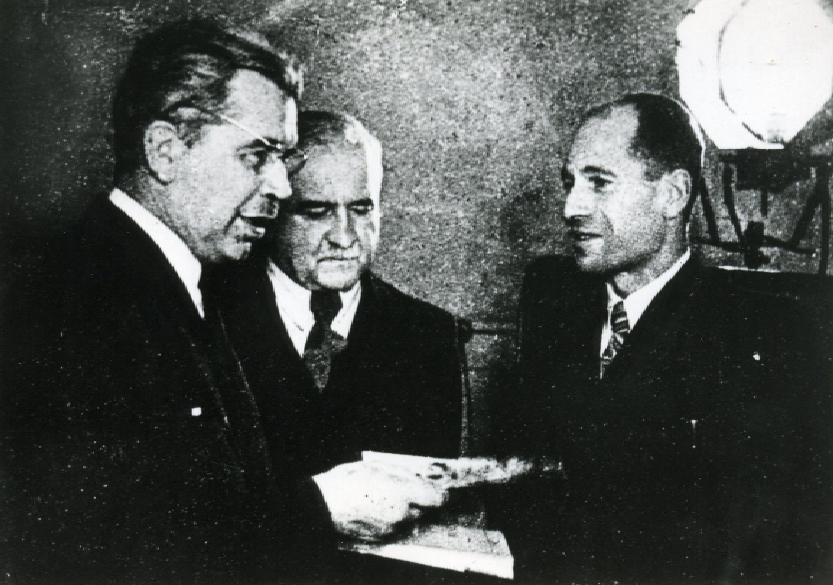
Fotografía de los años 1940, cuando Serguéi Vavílov (izda.) era presidente de la Academia de Ciencias Soviética, con el académico Aleksandr Lébedev (al centro) y un colaborador.

Su padre era un comerciante exitoso, que hizo que sus dos hijos recibieran una educación esmerada para que heredaran su negocio. Sin embargo, el hijo mayor, Nikolái, se dedicó a la genética botánica, y el menor, Serguéi, ingresó en la Universidad de Moscú en 1909, donde estudió física y matemáticas.
En segundo año ingresó en el laboratorio de Piotr Lébedev (1866-1912),
Vavílov fundó la escuela soviética de la óptica física, y es reconocido por sus trabajos en luminiscencia.
En 1934, codescubrió la radiación de Vavílov-Cherenkov (actualmente conocida como radiación de Cherenkov), un descubrimiento por el que Pável Cherenkov fue galardonado con el Premio Nobel de Física en 1958 (después de la muerte de Vavílov).
La regla de Kasha-Vavílov de rendimientos cuánticos de luminiscencia (actualmente conocida como regla de Kasha), también se nombró en su honor.
Desde 1932, fue miembro de la Academia de Ciencias de la Unión Soviética, entre 1934 y 1951 fue director del Instituto Lébedev de Física, entre 1948 y 1951 fue jefe de redacción de la Gran enciclopedia soviética, en 1946 y 1951 fue elegido diputado del Sóviet Supremo de la Unión Soviética y recibió cuatro premios Stalin (1943, 1946, 1951 y 1952).
Escribió sobre la vida y obra de grandes científicos como Lucrecio (de quien tradujo De rerum Natura del latín al ruso), Galileo Galilei, Piotr Lébedev, Grimaldi, el óptico y físico italiano Francesco Grimaldi (1618-1663), Christiaan Huygens, Michael Faraday, Albert Michelson, Isaac Newton (de quien tradujo la Óptica y Clases sobre óptica del inglés al ruso), Leonhard Euler, Mijaíl Lomonósov, Mijaíl Lázarev, entre otros.
Falleció en Moscú ―capital de la Unión Soviética― el 25 de enero de 1951 a los 59 años.

## Eponimia

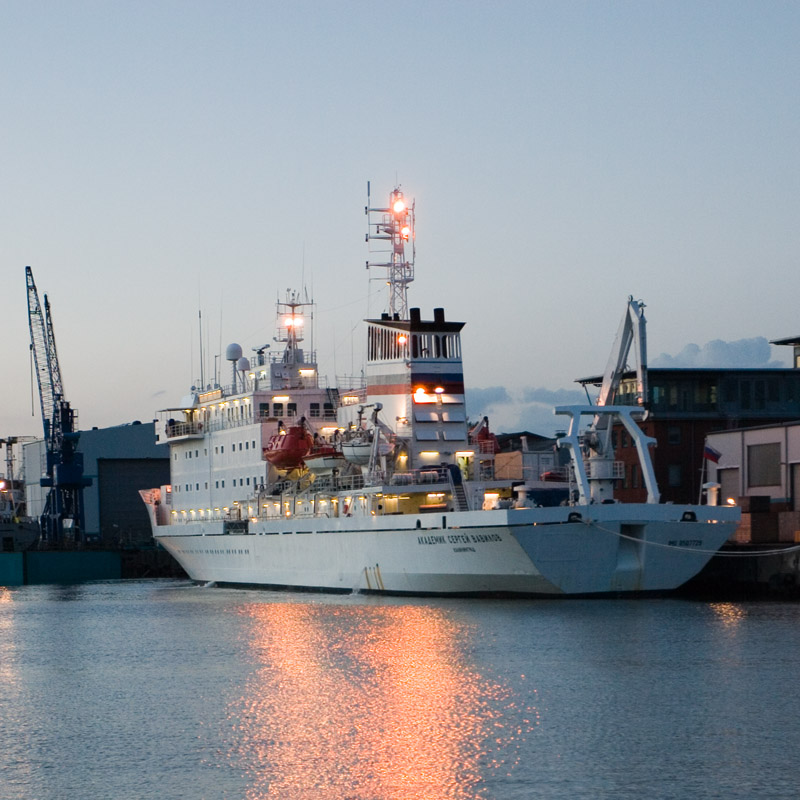
El rompehielos Akadémik Serguéi Vavílov (1988) en 2006.

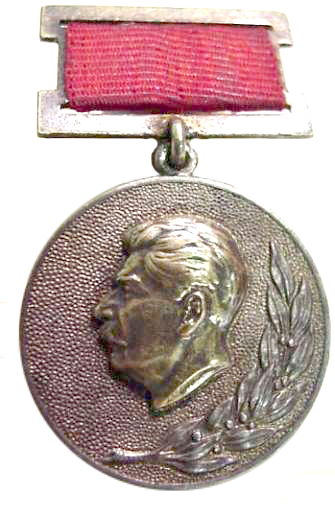
La medalla del Premio Stalin como la que recibió Vavílov en cuatro oportunidades.

- Una estación meteorológica (así como un glaciar y una capa de hielo) en la isla Revolución de Octubre (en el archipiélago Sévernaia Zemliá) llevan el nombre de Vavílov.[7]
- El planeta menor (2862) Vavilov ―un asteroide de gran tamaño en el cinturón principal de asteroides, entre las órbitas de Marte y Júpiter―, que fue descubierto el 15 de mayo de 1977 por el astrónomo soviético Nikolái Stepánovich Chernyj (1931-2004), lleva su apellido y el de su hermano, el botánico y genetista Nikolái Vavílov (1887-1943).[8]
- El cráter Vavilov, de 98 km de diámetro, situado en la cara oculta de la Luna, también lleva su nombre y el de su hermano.[9][7]
- El rompehielos de clase 1A Akadémik Serguéi Vavílov ―botado en 1988― es un barco de investigación científica que puede llevar a unos 150 tripulantes y pasajeros. Realiza regularmente viajes a la Antártida y el Ártico. En el verano de 2010, estaba trabajando en la costa del archipiélago Svalbard (Noruega).[7]